# Želimir Žilnik
Želimir Žilnik (Niš, 8 settembre 1942) è un regista e sceneggiatore serbo.
Fra i protagonisti del movimento Onda nera, ha vinto l'Orso d'oro al Festival di Berlino nel 1969 con Opere giovanili.

## Filmografia
- Zurnal o omladini na selu zimi (1967)
- Pioniri maleni, mi samo vojska prava, svakog dana nicemo ko zelena trava (1967)
- Laku noc Snjuka (1967)
- Nezaposleni ljudi (1968)
- Lipanjska gibanja (1969)
- Opere giovanili (Rani radovi) (1969)
- Le Film noir (Crni film) (1971)
- Zene dolaze (1972)
- Ustanak u Jasku (1973)
- Unter Denkmalschutz (1975)
- Öffentliche Hinrichtung (1975)
- Paradies (1976)
- Abschied (1976)
- Druga generacija (1983)
- Sve zvezde (1985)
- Lijepe zene prolaze kroz grad (1986)
- Tako se kalio celik (1988)
- Tito po drugi put medju srbima (1993)
- Dupe od mramora (1995)
- Kud plovi ovaj brod (1999)
- Tvrdjava Evropa (2001)
- Kenedi se vraca kuci (2003)
- Evropa preko plota (2005)
- Kenedi se zeni' (2007)
- Stara skola kapitalizma' (2009)
- Jedna ena jedan vek' (2011)
- Pirika na filmu' (2011)